# فرودگاه نیلبورگ
فرودگاه نیلبورگ (به انگلیسی: Neilburg Airport) یک فرودگاه همگانی است که یک باند فرود چمن و شن دارد و طول باند آن ۷۹۲ متر است. این فرودگاه در کشور کانادا قرار دارد و در ارتفاع ۶۷۷ متری از سطح دریا واقع شده‌است.